# 阿罗约德拉卢斯
阿罗约德拉卢斯，是西班牙埃斯特雷马杜拉卡塞雷斯省的一个市镇。总面积128平方公里，总人口6594人（2001年），人口密度52人/平方公里。